# Бэйянское военно-медицинское училище
Бэйянское военно-медицинское училище (кит. трад. 北洋軍醫学堂, упр. 北洋军医学堂, пиньинь Beiyang Junyi Xuetang, палл. Бэйян Цзюньи сюэтан) — китайское военно-медицинское учебное заведение. Основано в ноябре 1902 года. Первоначально располагалось в помещениях бывшего торгового подворья купцов провинции Чжэцзян (кит. упр. 浙江会馆, пиньинь Zhejiang Huiguan, палл. Чжэцзян хуэйгуань) на ул. Наньсецзе (кит. упр. 南斜街, пиньинь Nanxiejie) в городе Тяньцзинь. В англоязычных источниках применительно к периоду после 1949 года зачастую именуется Медицинским Центром Национальной Обороны (анг. National Defence Medical Center).

## История училища

### Период Цин
Войны конца XIX века ярко продемонстрировали отсталость военно-медицинской службы китайских войск. В 1880-х годах русские наблюдатели в Синьцзяне отмечали, что военно-медицинская служба отсутствует. При ставке командующего войсками имелся личный медик командующего с небольшим штатом, который отвечал и за аптечный склад, где изготавливались и хранились лекарственные средства для солдат. В случае заболевания или ранения солдату выдавали лекарства, одновременно удерживая с него за это часть жалования. Прием лекарств и проведение лечебных процедур необходимо было производить либо самостоятельно, либо нанимая за свои деньги частного врача. Таким было положение в войсках в мирное время. 

В ходе боев японо-китайской войны 1894—1895 годов китайцы теряли много солдат из-за банального отсутствия своевременной элементарной медицинской помощи. Зачастую командирам частей приходилось оставлять раненных на произвол судьбы в деревнях и городах, лишь снабжая их некоторым количеством денег для найма гражданских врачей:
8-й день [7-го лунного месяца 20 года эры правления под девизом Гуансюй]

Мы прошли 40 ли и прибыли в Вонджу (原州). Раненные солдаты и офицеры крайне изнурены и не могут даже подняться. Я распределил деньги поровну и оставил их для излечения, назначив людей ухаживать за раненными и сообщив корейским властям, чтобы они взяли раненных под защиту. Все раненные были растроганы до слез.Не Шичэн
Некоторое количество раненных китайских солдат было спасено европейскими врачами, работавшими в Китае и организовавшими несколько госпиталей (например, в Инкоу). Однако, несмотря на положительный опыт этих госпиталей, радикальных перемен в военно-медицинской службе китайской армии не наблюдалось. Даже к началу Боксёрского восстания (1898—1901) ситуация не улучшилась. Иронизируя над китайскими военными врачами во время боев лета 1900 года, участник событий, журналист и востоковед Д. Г. Янчевецкий (1873—1934) писал о войсках Не Шичэна, осаждавших Тяньцзинь:
Они были так увлечены игрой, что не обращали никакого внимания на стоны и подавленные крики, которые доносились из соседних палаток, в которых китайские доктора лечили раненых солдат. К свежей ране они прикладывали раскаленное железо, чтобы остановить кровь, протыкали рану раскаленными иголками, вправляли вывихнутые ноги и руки и раздробленные кости, накладывали пластырь и перевязывали. Промучив своего пациента, который был ни жив ни мертв от такой хирургической операции, и стиснув зубы, обливаясь холодным потом, удерживаясь от крика, с китайским мужеством выносил эти терзания, врачи ободряли раненого и давали ему выпить ведро какой то темной и пахучей жидкости. Одним для очищения крови давали отвар из полевых кузнечиков, а других для приобретения храбрости поили прекрасно действующим средством — желчью тигра. Через несколько дней раненый либо умирал, либо поправлялся и тогда все солдаты дивились искусству врачей.Д.Г. Янчевецкий
После поражения в войне с Восемью Державами цинское правительство решило кардинально перестроить армию. При этом военно-медицинская служба создавалась практически с нуля. Большую роль в продвижении военной реформы играл Чжилийский цзунду (кит. упр. 直隶总督, палл. Чжили цзунду) и, по совместительству, командир Бэйянской армии Юань Шикай.
Бэйянское военно-медицинское училище, ныне Медицинский Центр Национальной Обороны (кит. упр. 国防医学院, пиньинь Guofang Yixuetang, палл. Гофан Исюэтан, анг. National Defence Medical Center/NDMC), было основано в ноябре 1902 года, когда Юань Шикай пригласил командира японского госпиталя военврача 2-го ранга Хирага Сэйдзиро (平賀精次郎) в качестве старшего инструктора. В помощники ему был назначен китайский медик Сюй Хуацин (кит. упр. 徐华清, 1861—1924). Училище готовило военных медиков для Бэйянской армии. Первый набор составил 40 человек, курсантами стали жители близлежащих районов Тяньцзиня. Первоначально училище располагалось на улице Наньсецзе, в помещениях старого Чжэцзянского торгового подворья, выстроенных в классическом китайском стиле. Занятия начались в декабре 1902 года. После этого набор курсантов стал ежегодно увеличиваться.
В июне 1906 года было принято решение построить новую школу на северном берегу реки Хайхэ (кит. 海河, пиньинь Haihe), на улице Хуанвэйлу (кит. упр. 黄纬路, пиньинь Huangweilu). К декабрю 1907 года работы были закончены и училище переехало. Новое училище представляло собой здания европейского типа, способные принять 200 курсантов. На момент реорганизации в училище обучалось 150 курсантов, разбитых на 3 группы.
В феврале 1907 года состоялся первый выпуск в количестве 35 военных врачей, получивших назначения в города, где гарнизоны состояли из частей Бэйянской армии (преимущественно в северной части Китая). Из-за многочисленных войн и революций на протяжении первой половины XX века школа несколько раз меняла адрес и подвергалась переименованию, старые учебные корпуса утрачены, кроме того, его часто путают с Баодинским Военно-медицинским училищем (кит. упр. 保定军医学堂, пиньинь Baoding junyi xuetang).

### Период Республики
В 1920-е годы училище переживало далеко не самые лучшие времена — количество курсантов не удовлетворяло потребностей армии, в условиях перманентной гражданской войны не удавалось создать нормальную современную военно-медицинскую службу не только во всекитайском масштабе, но даже в армиях наиболее сильных милитаристов — например, по свидетельству русских очевидцев, в войсках крупнейших северных милитаристов — Чжан Цзолиня и Чжан Цзунчана военно-медицинская служба практически отсутствовала, хотя, например, Чжан Цзунчан организовал в своей армии медсанбат, полностью состоящий из русских сестер милосердия, которые обучали уходу за ранеными своих китайских коллег, что во многом способствовало налаживанию медицинского обеспечения и поднятию боевого духа в армии Чжана Цзунчана. Положение стал кардинально меняться только после объединения страны под эгидой Нанкинского правительства во главе с Чан Кайши.
Однако даже в ходе советско-китайского вооруженного конфликта на КВЖД летом-осенью 1929 года в частях Чжан Сюэляна, противостоявших частям РККА и РККФ, военно-медицинская служба находилась не на высоте. Переезд училища в Нанкин сыграл свою роль — теперь кадрами распоряжалось центральное правительство, контролировавшее процесс обучения, выпуска и распределения военных врачей. Чан Кайши ставил своей целью максимально ослабить местные вооруженные формирования, находившиеся под контролем признавших власть Гоминьдана милитаристов, без применения силы. Одним из способов в этой борьбе было произвольное распределение кадров и материальных ресурсов, в том числе и военных врачей.

### Вехи истории
- ноябрь 1902 — по инициативе Юань Шикая открыто военно-медицинское училище для подготовки кадров медицинской службы Бэйянской армии.
- декабрь 1906 — училище переезжает в новые корпуса на улицу Хуанвэйлу.
- 1912 — училище переходит в ведение Министерства Обороны и переименовывается в Военно-медицинское училище.
- 1914 — училище переводят в Пекин.
- 1928 — вслед за гоминьдановским правительством училище переезжает в Нанкин (кит. 南京) на ул. Ханьфуцзе (кит. упр. 汉府街).
- 1936 — название училища изменено на «Военно-медицинская школа».
- сентябрь 1937 — в связи с вторжением японцев школу переводят в Гуанчжоу (кит. упр. 广州).
- 1938 — поскольку японцы угрожали Гуанчжоу, школу переводят в Гуйлинь (кит. 桂林), а затем в Аньшунь (кит. упр. 安顺) провинции Гуйчжоу (кит. упр. 贵州).
- 1947 — школу переводят в Шанхай (кит. 上海), где реорганизовывают в подготовительные курсы военных медиков (кит. упр. 军医预备团, палл. Цзюньи юйбэй туань, пиньинь Junyi yubeituan) и армейский институт здравоохранения (кит. упр. 陆军卫训所, палл. Луцзюнь вэйсюнь со, пиньинь Lujun Weixun suo), а потом сливают с Национальным Военно-медицинским Центром.
- 1949 — в связи с поражением Гоминьдана в гражданской войне и бегством правительства Чан Кайши на Тайвань училище эвакуируется на Тайвань, где продолжает существовать и в наши дни под названием Медицинского Центра Национальной Обороны.

## Структурные подразделения училища
Бэйянскому военно-медицинскому училищу подчинялись два других медицинских учреждения.
В старых корпусах Бэйянского военно-медицинского училища, находившихся за восточными воротами города на улице Наньсецзе, была размещена основанная в мае 1904 года Бэйянская инфекционная больница (кит. упр. 北洋防疫医院 палл. Бэйян фанъи июань, пиньинь Beiyang fangyi yiyuan). В больнице изготавливали сыворотку из бычьей крови, а также сыворотку против бешенства, проводили вакцинации против оспы и бешенства. При больнице имелось учебное отделение с двухлетним курсом обучения, рассчитанное на 20 курсантов. Больницей руководил Сюй Хуацин, лечебной частью заведовал японский врач Кодзё Байкэй (яп. 古城梅溪, ромадзи Kojo Baikei), инструктором был японский врач Нисимура Тоётаро (яп. 西村豐太郎, ромадзи Nishimura Toyotaro). Кроме того, в руководство входило 2-3 цинских чиновника. Выпускники курсов при инфекционной больнице принимали участие в ликвидации эпидемии чумы в Маньчжурии зимой 1910—1911 годов. Таким образом, с самого своего зарождения китайская эпидемиология находилась под сильным влиянием японской школы, выдвинувшей к тому времени такие крупные фигуры, как профессор Китадзато Сибасабуро.
Другим учреждением являлся Тяньцзиньский казенный госпиталь (кит. упр. 天津官医院 палл. Тяньцзинь гуань июань, пиньинь Tianjin guan yiyuan), размещенный на месте бывшего военного городка ВМФ Китая в Саньчахэкоу (кит. упр. 三岔河口, пиньинь Sanchahekou) в районе Цзиньцзяяо (кит. упр. 金家窑 пиньинь Jinjia yao). Тяньцзиньский казенный госпиталь был основан осенью 1904 года и организационно находился в ведении канцелярии Тяньцзиньского цзунду (кит. упр. 总督衙门 палл. Цзунду ямэнь, пиньинь Zongdu yamen). От Бэйянского военно-медицинского училища его курировал Сюй Хуацин. Медицинским персоналом руководил профессор Фу Жуцинь (кит. упр. 傅汝勤, пиньинь Fu Ruqin), там же работали японские медики — главный инструктор Бэйянского военно-медицинского училища ранга Хирага, Такахаси (яп. 高橋, ромадзи Takahashi) и другие. Курсанты училища проходили врачебную практику в госпитале. Кроме того, при госпитале имелась аптека, отделения подготовки обслуживающего персонала госпиталей и подготовки провизоров.